# Distretto di Chiang Saen
Il distretto di Chiang Saen (in thailandese: เชียงแสน) è un distretto (amphoe) della Thailandia, situato nella provincia di Chiang Rai.

## Amministrazione
Il distretto di Chiang Saen fu istituito nei primi anni del Novecento e assunse la sua forma odierna il 6 aprile 1957. Si trova nella zona centro settentrionale della provincia e si compone di 6 sottodistretti (tambon), che a loro volta sono suddivisi in un totale di 72 villaggi (muban).
Di seguito i 6 sotto-distretti (tambon) che formano il distretto:
| Nº | Nome del tambon | Nome thai | Nº di muban | Abitanti |
| -- | --------------- | --------- | ----------- | -------- |
| 1  | Wiang           | เวียง      | 10          | 10.807   |
| 2  | Pa Sak          | ป่าสัก      | 13          | 8.337    |
| 3  | Ban Saeo        | บ้านแซว    | 15          | 11.444   |
| 4  | Si Don Mun      | ศรีดอนมูล   | 14          | 8.120    |
| 5  | Mae Ngoen       | แม่เงิน     | 12          | 8.463    |
| 6  | Yonok           | โยนก      | 8           | 4.777    |